# Dimitri Scheludko
Dimitri Scheludko (* 21. September 1892 in Irklijiw; † 8. Mai 1954 in Sofia) war ein ukrainisch-bulgarischer Romanist und Provenzalist, der in Deutschland forschte.

## Leben
Dimitri Scheludko, Vater des Chemikers Alexei Scheludko, wuchs in der Ukraine auf. Er besuchte Schulen in Tscherkassy und Kiew und machte 1911 Abitur. Er studierte romanische Philologie in Kiew (Staatsexamen 1915) und Sankt Petersburg und hielt 1918 in Kiew Probevorlesungen. Er ging nach Bulgarien, 1920 weiter nach Halle an der Saale und (ab 1922) nach Berlin und führte sein Studium fort. Am 25. Februar 1931 wurde er bei Karl Voretzsch in Halle promoviert. Ab dem Sommersemester 1931 wurde er Mitarbeiter von Leo Spitzer an der Universität zu Köln. Dort war er im Wintersemester 1933–1934 zum letzten Mal mit Übungen betraut. Dann wich er vor dem nationalsozialistischen Antisemitismus nach Bulgarien aus, wo er ab 1944 im Propagandaministerium tätig war. Er starb 1954 im Alter von 61 Jahren.
In den 13 Jahren seines Aufenthalts in Deutschland (und noch 10 Jahre darüber hinaus) veröffentlichte Scheludko in den einschlägigen deutschen Zeitschriften zahlreiche Forschungsergebnisse zum Altfranzösischen, zum Altprovenzalischen und zum Neuprovenzalischen, ferner zum Rumänischen, die insgesamt nahezu 1 000 Seiten füllen. In Bulgarien publizierte er noch über bulgarische Literatur.

## Werke (Auswahl)
- Mistrals "Nerto". Literar-historische Studie. Niemeyer, Halle an der Saale 1922.
- Quellen und Vorbilder von Mistrals Calendau. Dissertation Halle an der Saale 1931. Sofia 1931.
- Beiträge zur Entstehungsgeschichte der altprovenzalischen Lyrik. Olschki, Genf und Florenz 1931.